# Thomisus pugilis
Thomisus pugilis är en spindelart som beskrevs av Ferdinand Stoliczka 1869. Thomisus pugilis ingår i släktet Thomisus och familjen krabbspindlar. Inga underarter finns listade i Catalogue of Life.